# 국립은행법
1863년 및 1864년 국립은행법(영어: National Banking Acts of 1863 and 1864)은 미국 연방 은행법으로, 연방 차원에서 인가받은 국립은행 시스템을 설립하고 미국 국립은행 시스템을 만들었다. 이 법은 미국 재무부 증권의 은행 보유고를 기반으로 하는 국가 통화 개발을 장려하고, 미국 재무부의 일부로 통화 감사원을 설립했다. 이 법은 오늘날의 국립은행 시스템과 통일된 미국 은행 정책에 대한 지원을 형성했다.

## 배경

### 남북 전쟁 이전 시기
1836년 미국 제2은행의 해체 이후, 은행 제도의 통제는 대부분 주 정부에 이관되었다. 각 주에서는 은행업의 전면 금지(위스콘신), 단일 주 인가 은행(인디애나 및 일리노이), 은행 인가 제한(오하이오), 자유로운 진입(뉴욕) 등 다양한 정책을 채택했다. 뉴욕의 "자유 은행" 법률의 상대적 성공으로 여러 주에서도 자유 진입 은행 제도를 채택했지만, 주 경계를 넘어서는 통합은 미흡했다. 모든 은행권은 통일적으로 달러로 표시되었지만, 발행 주를 넘어서는 주에서는 종종 큰 할인율로 유통되었다.
결국, 자유 진입 제도를 채택했지만 은행 발행물의 화폐 상환을 요구하지 않았던 미시간과 같은 주에서는 잘 알려진 사기가 발생했다. 위험한 "야생 은행"에 대한 인식과 미국 은행 시스템의 통합 부족은 통일된 국립 은행 제도에 대한 대중의 지지를 증가시켰다.
반면 미국 정부는 여전히 제한된 세금 징수 능력을 가지고 있었기 때문에 국립 은행의 화폐주조세 잠재력에 관심을 가졌다. 1846년 제임스 K. 포크 행정부는 멕시코-미국 전쟁 자금 조달을 위해 공공 자금을 사설 은행에서 재무부 지점으로 옮기는 미국 재무 시스템을 만들었다. 그러나 이렇게 생성된 수입은 국가 통화 없이는 제한적이었다.

### 남북 전쟁
이는 남북 전쟁 중 의회와 링컨이 전쟁 노력을 자금 조달하는 데 어려움을 겪으면서 더욱 시급해졌다. 통화를 발행하는 국가적 메커니즘이 없었기 때문에, 링컨 행정부는 예를 들어 영국이 중앙 은행을 통해 얻을 수 있었던 권한과 허점을 이용하여 막대한 비용을 조달할 수 없었다. 이전에는 국가 경쟁으로 인해 주립 은행에 가해질 피해가 상당했기 때문에 국가 은행 설립을 막았다. 그러나 전쟁 위기를 이용하여 링컨은 이러한 노력을 확대할 수 있었다.

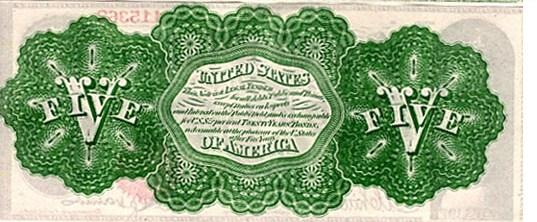
남북 전쟁 중 발행된 "그린백" 지폐

국가 통화를 발행하려는 최초의 시도 중 하나는 남북 전쟁 초기에 의회가 1862년 법정 통화법을 승인하면서 이루어졌는데, 이 법은 그린백으로 알려진 1억 5천만 달러의 국가 지폐 발행을 허용하고 금은화 대신 지폐를 발행하고 받아들이도록 의무화했다. 이 지폐는 정부가 상환하겠다는 약속에 의해서만 뒷받침되었으며, 그 가치는 정부에 대한 대중의 신뢰와 미래에 정부가 지폐를 현금으로 교환해 줄 수 있는 능력에 달려 있었다. 많은 사람들은 지폐를 뒷받침하는 이 약속이 한쪽 면에 인쇄된 녹색 잉크만큼이나 좋다고 생각하여 "그린백"이라는 이름이 붙었다.
1862년 7월 11일 제정된 제2차 법정 통화법, 의회의 공동 결의안, 그리고 1863년 3월 3일 제정된 제3차 법정 통화법은 한도를 4억 5천만 달러로 확대했다. 한 번에 유통된 그린백의 최대 금액은 4억 4천 7백 3십만 203.10 달러로 계산되었다.
국립은행법(ch. 58, 12 Stat. 665; 1863년 2월 25일), 원래는 국립통화법으로 알려졌으며, 상원에서 23대 21로 통과되었고, 1년 뒤 1864년 국립은행법에 의해 보완되었다. 이 법의 목표는 단일 국가 통화, 국가 은행 인가 시스템을 만들고, 연방 정부의 전쟁 노력을 위한 자금을 모으는 것이었다. 이 법은 미국 재무부의 지원을 받고 정부 자체에서 인쇄하는 국립 은행권을 발행할 수 있는 국립 은행을 설립했다. 은행이 발행할 수 있는 지폐의 양은 재무부의 통화 감독관에게 예치된 은행 자본 수준에 비례했다. 통화를 더욱 통제하기 위해 이 법은 주 및 지방 은행에서 발행하는 지폐에 세금을 부과하여 비연방 발행 지폐를 유통에서 효과적으로 배제했다.

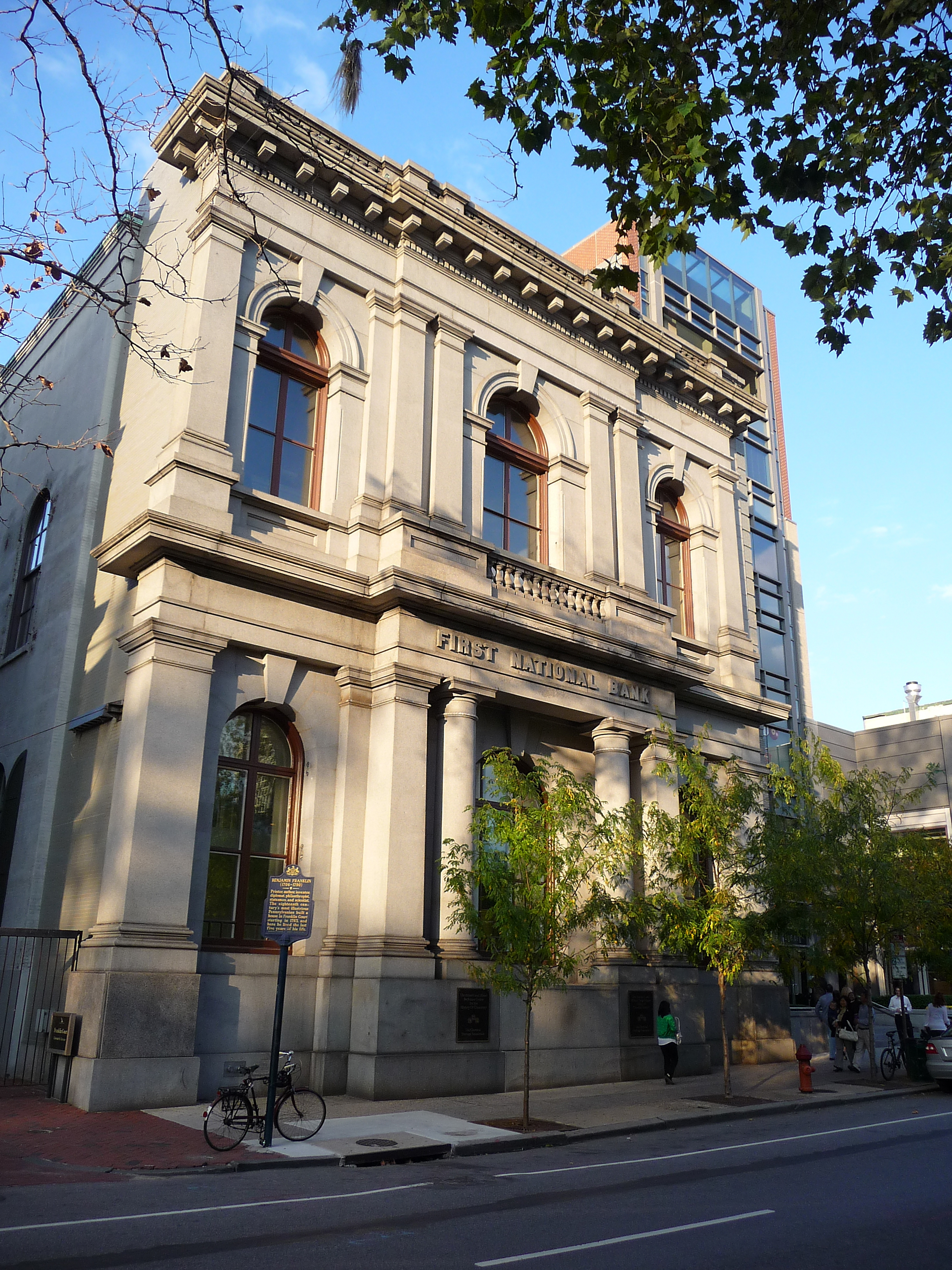
필라델피아에 있는 필라델피아 제1국립은행

공화국 건국 이래 주 정부는 은행을 규제할 권한을 가졌다. 이 법이 제정되기 전에는 주 의회가 일반적으로 해당 지역에 새로운 은행이 필요한지, 그리고 신청자가 도덕적으로 건전한지 여부를 고려하여 개별적으로 은행 인가를 발행했다. 이러한 시스템은 부패에 취약할 수 있었기 때문에 주 정부는 1837년부터 "자유 은행" 법률을 통과하기 시작했는데, 이는 올바른 서류 작업을 마치고 주에 현물 지급을 예치하는 모든 신청자에게 인가가 부여된다는 의미였다. 1860년대에는 절반 이상의 주에 그러한 법률이 존재했다. 그러나 1864년 국립은행법(ch. 106, 13 Stat. 99; 1864년 6월 3일)은 연방에서 발행하는 은행 인가를 설립하여 은행 업무를 주 정부의 손에서 벗어나게 함으로써 이 문제에 종지부를 찍었다. 국가 인가를 받은 최초의 은행은 펜실베이니아주 필라델피아 제1국립은행이었다(인가 번호 1). 새로 개설된 최초의 국립은행은 아이오와주 데이븐포트 제1국립은행이었다(인가 번호 15). 또한, 1,500개 이상의 주립 은행이 국립은행으로 전환되었다.

## 국립은행법

### 1863년 국립은행법
1863년 2월 25일에 통과된 1863년 국립은행법(National Bank Act of 1863), 일명 1863년 국립통화법(National Currency Act of 1863)은 미국 제1은행과 제2은행의 실패 이후 연방 은행 시스템을 구축하려는 최초의 시도였으며, 1913년 연방준비법의 전신 역할을 했다. 이 법은 국립은행의 설립을 허용하고, 다른 은행들이 보유한 정부 유가증권에 의해 뒷받침되는 국가 통화를 구축하는 계획을 수립했으며, 연방 정부가 전쟁 채권 및 증권을 판매할 수 있는 권한을 부여했다(남북 전쟁 노력을 돕기 위해). 국립은행은 연방 정부에 의해 인가를 받았고, 더 엄격한 규제를 받았다. 이들은 더 높은 자본 요건을 가졌으며, 보유 자산의 10% 이상을 대출할 수 없었다. 경쟁을 막기 위해 주립 은행에 높은 세금이 부과되었고, 1865년까지 대부분의 주립 은행은 국가 인가를 받거나 파산했다.

### 1864년 국립은행법

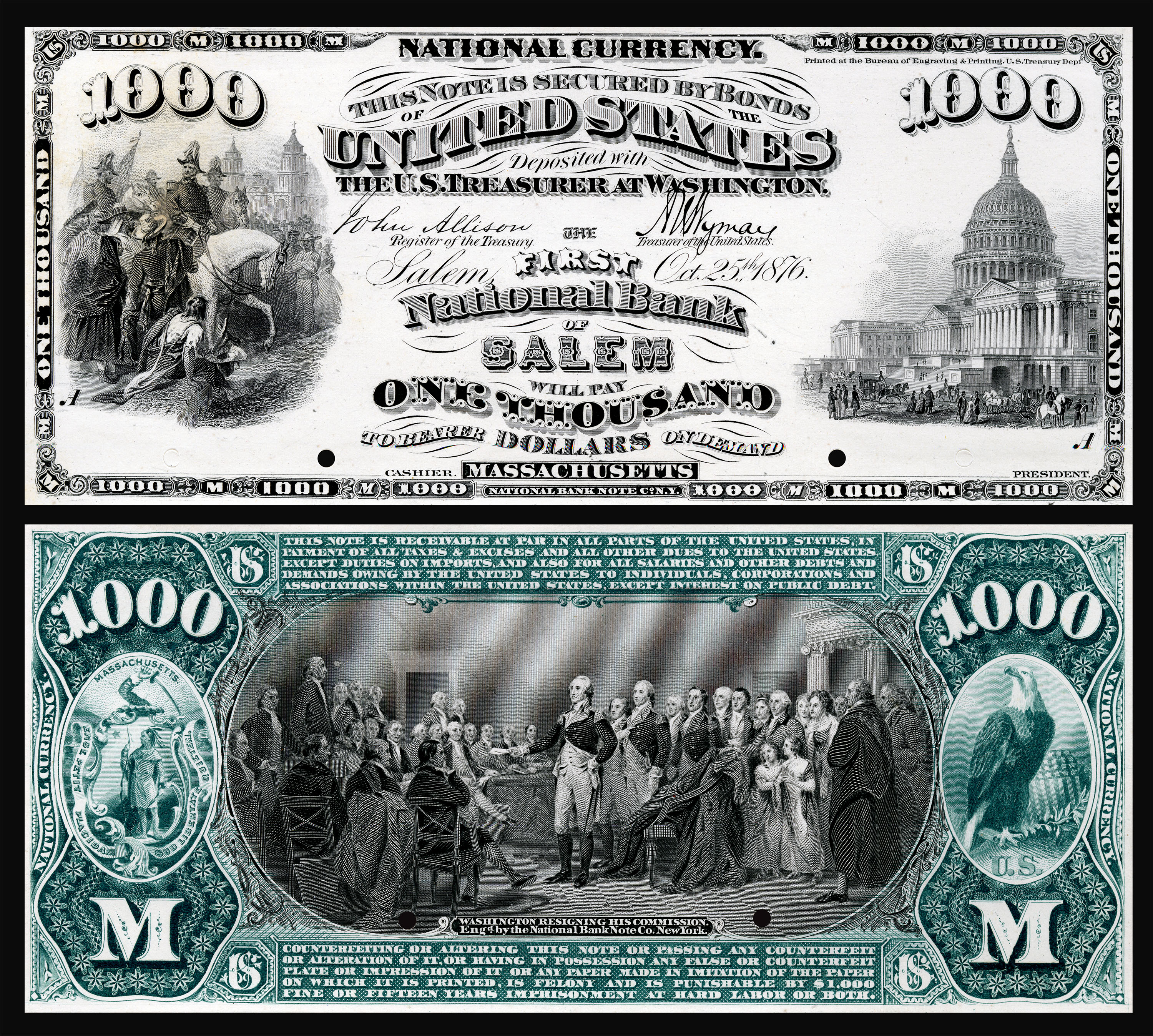
1875년 발행된 $1000 국립 은행권

뉴욕 주 법률에 기반을 둔 1864년 법은 연방 정부를 상업 은행의 적극적인 감독에 참여시켰다.

### 1865년 및 1866년 국립은행법
1865년과 1866년에 통과된 추가 법률은 시스템 채택을 가속화하기 위해 세금을 부과했다. 모든 은행(국립은행이든 아니든)은 국립은행권 이외의 통화 지폐로 지불하는 금액에 대해 10%의 세금을 내야 했다. 이 세금율은 주립 은행과 사설 지폐의 추가 유통을 효과적으로 금지할 정도로 의도적으로 높게 설정되었다. 이때쯤에는 주립 은행에서 국립은행으로의 전환이 한창 진행 중이었다. 이 세금의 합헌성은 주 인가 메인 은행과 국세청 징수관 간의 사건인 베이지 은행 대 페노 사건으로 대법원에 회부되었다. 법원은 정부에 유리하게 7대 2로 판결했다. 주립 은행은 1870년대까지 감소했지만, 수표의 인기가 높아지고 국립은행권 발행의 수익성이 감소하면서 부활했다.

## 주립 은행의 부활
인가 부여는 많은 국립은행과 빠른 속도로 성장하는 국립은행 시스템의 설립으로 이어졌다. 국립은행의 수는 법 제정 직후 66개에서 1913년에는 7,473개로 증가했다. 처음에는 국립은행의 이러한 증가는 주립은행의 희생을 대가로 이루어졌다. 주립은행의 수는 1863년 1,466개에서 1868년에는 247개로 줄어들었다. 비록 주립은행은 더 이상 지폐를 발행할 수 없었지만, 지역 은행가들은 덜 엄격한 자본 요건(주립은행은 10,000달러, 국립은행은 50,000~200,000달러)을 활용하여 대량으로 새로운 지점을 개설했다. 이 새로운 주립은행들은 국립은행과 경쟁하여 1913년에는 그 수가 15,526개로 증가했다.
휴 맥컬록은 원래 국립은행법에 반대했지만, 그에게 점차 받아들여졌고 그는 통화국을 조직했다. 은행 시스템의 이 부분을 개편하려는 그의 계획 중 일부는 새로운 직원을 고용하고, "은행 인가 신청서를 개인적으로 평가하고 예비 은행가를 위로"하는 것과 같은 여러 측면에서 직접 개입하고, "새로운 국립은행권의 디자인을 돕고, 조폐, 인쇄 및 배포를 준비"하는 것을 포함했다. 맥컬록의 노력에도 불구하고, 많은 은행들은 그의 운영 시스템에 순응하려 하지 않았다. 이는 의회가 "주립 은행권에 10%의 세금을 부과"하도록 촉발하여, 국립은행이 승리하고 주립은행이 사라질 것이라는 결의를 보여주었다.
1865년 3월 3일에 통과된 후속 법률은 주립 은행권에 10%의 세금을 부과하여 1866년 7월 1일부터 효력을 발생하도록 했다. 이전 세금과 마찬가지로, 이는 모든 비연방 통화를 유통에서 효과적으로 강제적으로 배제시켰다. 또한 요구불예금 계정의 생성을 가져왔고, 은행들이 국립 시스템에 가입하도록 장려하여 국립 은행의 수를 상당히 증가시켰다.

## 유산
국립은행법은 오늘날 미국 은행 시스템 및 경제의 특징이 된 (연방-주) 이중 구조를 만들었다. 통화 감사원은 미국 경제에서 계속해서 중요한 역할을 하며, 국립은행의 행정 및 감독은 물론 은행 자회사의 특정 활동(1999년 그램-리치-블라일리법에 따름)을 담당한다. 2004년 존 D. 호크 주니어 통화 감사원은 이 법을 사용하여 주 법무장관의 국립은행 감독 및 규제 역할을 효과적으로 금지했다. 많은 이들은 그로 인한 감독 및 규제의 부족을 2000년대 후반의 경기 침체, 미국 금융 시스템 구제금융 및 서브프라임 모기지 사태의 원인으로 지목한다.

## 같이 보기
- 쿠오모 대 클리어링하우스 어소시에이션 유한책임회사
- 미니애폴리스 마르케트 국립은행 대 오마하 서비스 주식회사 제1

## 내용주
1. ↑  Dowd, Kevin (1992). 〈US Banking in the 'Free Banking' Period〉.   Dowd, Kevin. 《The Experience of Free Banking》. Routledge. ISBN 9780415048088.
2. ↑  링컨과 국립은행 시스템의 설립
3. 1 2 3 4  Gale Encyclopedia of U.S. Economic History. Detroit: Gale, 2000.
4. ↑  ch. 142, 12 Stat. 532
5. ↑  미국 의회. 1863년 1월 17일 결의안, 제9호. 워싱턴 D.C.: 1863
6. ↑  ch. 73, 12 Stat. 709
7. ↑  Backus, Charles K. (1878), 《The Contraction of the Currency》, Chicago, Ill.: The Honest Money League of the Northwest  – 구글 도서 경유
8. 1 2  Grossman, Richard S. (2010), 《U.S. Banking History, Civil War to WWII》, Economic History Services, 2012년 9월 5일에 원본 문서에서 보존된 문서
9. ↑  The North American (1891). 《Philadelphia and Popular Philadelphians》. Philadelphia: The American Printing House. 67쪽  – 구글 도서 경유.
10. ↑  《The History of the First National Bank in the United States: A History of the First National Bank of Davenport, Iowa》 (영어). Rand McNally. 1913.
11. ↑  Chaudhuri, Ranajoy Ray (2016년 10월 15일). 《The Changing Face of American Banking: Deregulation, Reregulation, and the Global Financial System》 (영어). Springer. ISBN 978-1-137-36121-9.
12. 1 2  Dieterle, David A.; Simmons, Katherine M. (2014). 《Government and the Economy: An Encyclopedia》. ABC-CLIO. 249–250쪽. ISBN 9781440829048. 2016년 5월 15일에 확인함.
13. ↑  Mason, James E. (2013). 《The Transformation of Commercial Banking in the United States, 1956-1991》. Routledge. 24쪽. ISBN 9781136747250.
14. ↑  Treasury, United States Dept of the (1932). 《Report of the Secretary of the Treasury on the State of the Finances》 (영어).
15. ↑  McCray, Sandra B.; Relations, United States Advisory Commission on Intergovernmental (1988). 《State Regulation of Banks in an Era of Deregulation: A Commission Report》 (영어). Advisory Commission on Intergovernmental Relations.
16. ↑  Blaine, James Gillespie (1884). 《Twenty Years of Congress: from Lincoln to Garfield: (1861 - 1881) With a review of the events which led to the political revolution of 1860. By James G. Blaine. (Illustrated)》 (영어). Henry Bill Publishing Company.
17. ↑  13 Stat. 484
18. ↑  Berner, Robert; Grow, Brian (2008년 10월 9일). “They Warned Us About the Mortgage Crisis”. 《비즈니스 위크》. 2008년 10월 13일에 원본 문서에서 보존된 문서.

## 추가 자료
- Allen, Larry (2009). 《The Encyclopedia of Money》 2판. 샌타바버라, 캘리포니아: ABC-CLIO. 298–299쪽. ISBN 978-1598842517.
- Anderson, Haelim, et al. “Bank Networks and Systemic Risk: Evidence from the National Banking Acts.” American Economic Review 109#9 (2019), pp. 3125–61. online

- Caires, Michael T. "Building a Union of Banks: Salmon P. Chase and the Creation of the National Banking System" New Perspectives on the Union War edited by Gary W. Gallagher and Elizabeth R. Varon (Fordham UP, 2019) pp 160-185. online

- Friedman, Milton; Schwartz, Anna J. (1963). 《A Monetary History of the United States, 1867–1960》. 3–7쪽. ISBN 978-0691003542.

- James, John A., and David F. Weiman. “The National Banking Acts and the Transformation of New York City Banking During the Civil War Era.” Journal of Economic History 71#2 (2011), pp. 338–62. online

- Jaremski, Matthew. “State Banks and the National Banking Acts: Measuring the Response to Increased Financial Regulation, 1860—1870.” Journal of Money, Credit and Banking 45#2-3 (2013), pp. 379–99. online

- McCandless, George T. “Money, Expectations, and the U.S. Civil War.” American Economic Review 86#3 (1996) pp. 661–71. online

- Million, John Wilson. “The Debate on the National Bank Act of 1863.” Journal of Political Economy 2#2 (1894), pp. 251–80. online

- Newman, Patrick. “The Origins of the National Banking System: The Chase—Cooke Connection and the New York City Banks.” The Independent Review 22#3 (2018), pp. 383–401. online

- Niven, John (1995). 《Samuel P. Chase: A Biography》. New York: 옥스퍼드 대학교 출판부. 330–331쪽. ISBN 978-0195046533.

- White, Eugene Nelson. “The Political Economy of Banking Regulation, 1864-1933.” Journal of Economic History 42#1 1982, pp. 33–40. online